# Jan Mulder (Politiker)

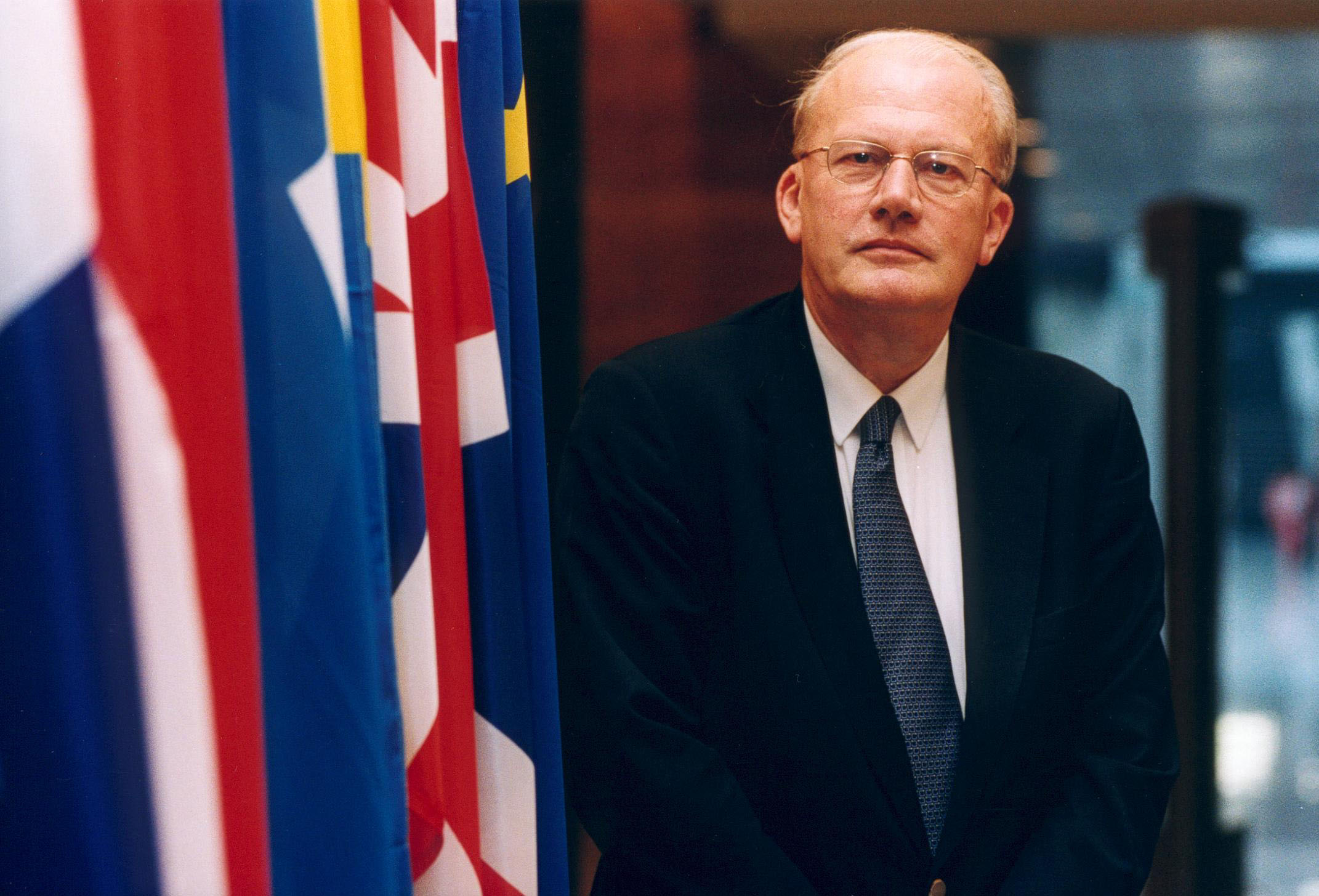
Jan Mulder

Jan Mulder (* 3. Oktober 1943 in Diever) ist ein niederländischer Politiker der Volkspartij voor Vrijheid en Democratie (VVD) und Mitglied des Europäischen Parlaments. 
Mulder beendete 1970 seine Ausbildung als Agraringenieur und war anschließend bis 1975 in Kenia als Experte und später als leitender Experte für die Ernährungs- und Landwirtschaftsorganisation der Vereinten Nationen tätig. 1975 bis 1976 war Mulder Beamter im Ministerium für Auswärtige Angelegenheiten in Den Haag und von 1976 bis 1994 Beamter der Europäischen Kommission in Brüssel. 1977 bis 1988 war er Vorsitzender des Ortsverbandes Brüssel seiner Partei. Bei der Europawahl 1994 wurde Mulder erstmals ins Europäische Parlament gewählt und bei den Wahlen 1999 und 2004 bestätigt. Wie alle VVD-Abgeordneten war er Mitglied der Fraktion der Allianz der Liberalen und Demokraten für Europa.
Bei der Europawahl in den Niederlanden 2009 verpasste Mulder den Wiedereinzug ins Parlament. Er rückte jedoch im Juni 2010 für Jeanine Hennis-Plasschaert nach, die nach der niederländischen Parlamentswahl 2010 aus dem Europäischen Parlament ausgeschieden war. Derzeit ist Mulder Mitglied im Ausschuss für bürgerliche Freiheiten, Justiz und Inneres. Des Weiteren ist Mulder Mitglied in der Spinelli-Gruppe.